# Catochria
Catochria is een geslacht van vlinders van de familie tandvlinders (Notodontidae), uit de onderfamilie Notodontinae.

## Soorten
- C. catocaloides Herrich-Schäffer, 1855
- C. postflava Kiriakoff, 1955